# Pirmin Schwegler
Pirmin Schwegler (* 9. März 1987 in Ettiswil) ist ein ehemaliger Schweizer Fussballspieler. Der Mittelfeldspieler spielte – abgesehen von einer einjährigen Unterbrechung – 13 Jahre in der deutschen Bundesliga für Bayer 04 Leverkusen, Eintracht Frankfurt, für die TSG 1899 Hoffenheim und für Hannover 96. In der höchsten deutschen Spielklasse absolvierte Schwegler 262 Spiele und schoss dabei sieben Tore. Für die Schweizer Nationalmannschaft kam er zu 14 Spielen.

## Karriere
Der Mittelfeldspieler war ab 2. Mai 2000 Mitglied von Schweizer Nationalmannschaften (U-16 aufwärts), für die er 32 Länderspiele absolviert hat.
Schwegler spielte als Leihgabe des FC Luzern in der Saison 2005/06 beim BSC Young Boys. Der deutsche Bundesligist Bayer 04 Leverkusen verpflichtete ihn im Mai 2006 bis 2010. Er gab sein Bundesliga-Debüt am 17. September 2006 beim Auswärtsspiel gegen Eintracht Frankfurt (1:3).
Zur Saison 2009/10 wurde er vom dortigen neuen Trainer Michael Skibbe zur Eintracht geholt, für die er am 2. August 2009 beim DFB-Pokalspiel gegen die Offenbacher Kickers in seinem ersten Einsatz bereits ein Tor erzielte. Schwegler hatte bereits in Leverkusen zwei Jahre lang unter Skibbe gespielt. Sein erstes Bundesligator erzielte er beim 1:2 gegen Borussia Mönchengladbach in der Saison 2009/10. Sein internationales Debüt gab er am 14. September 2006 im UEFA-Cup-Spiel gegen den FC Sion. Am 12. August 2009 kam er erstmals in der Schweizer Nationalmannschaft zum Einsatz. Im März 2015 gab er seinen Rücktritt aus dem Nationalteam bekannt, nachdem er nur noch sporadisch aufgeboten worden war. In der Saison 2011/12 wurde Schwegler von Trainer Armin Veh zum Captain ernannt als Nachfolger des Brasilianers Chris, der zum VfL Wolfsburg gewechselt war.
Zur Saison 2014/15 wechselte Schwegler zur TSG 1899 Hoffenheim, bei der er einen Vertrag bis zum 30. Juni 2017 unterschrieb. Zur Saison 2017/18 ging er ablösefrei zu Hannover 96. Er erhielt einen bis 2019 laufenden Vertrag, der im Mai 2018 vorzeitig bis 2020 verlängert wurde, jedoch nur für die Bundesliga Gültigkeit besass.
Nach Abschluss der Saison 2018/19, in der er mit Hannover in die 2. Bundesliga abstieg, wechselte der Schweizer in die australische A-League zu den Western Sydney Wanderers. Zum 1. September 2020 verliess er down under und beendete seine aktive Karriere.
Von November 2020 bis Ende 2022 war Schwegler Scout beim FC Bayern München, ab Sommer 2021 Chefscout. Von Januar 2023 bis 6. September 2024 war er Leiter für Lizenzfussball und Fussballkooperationen bei der TSG 1899 Hoffenheim.
Seit 1. Januar 2025 hat Pirmin Schwegler den Posten als Leiter Profifußball bei Eintracht Frankfurt inne. 

## Privat
Im Alter von 18 Monaten erkrankte Pirmin Schwegler an Leukämie, seit 2003 gilt er als geheilt.
Sein Bruder Christian Schwegler war ebenfalls Fussballprofi.